# 김지양
김지양(서울특별시, 1986년 7월 22일 ~ )은 대한민국의 플러스 사이즈 모델이다. 대한민국 내 최초 플러스 사이즈 패션잡지 《66100》 편집장이다.

## 생애
김지양은 1986년 7월 22일 서울특별시에서 태어났다.
모델이 될 수 있는 방법을 찾던 중 유럽과 미국에서 '플러스 사이즈 모델'이라는 이름으로 체중이 많이 나가는 모델들이 활동을 한다는 사실을 알게 되었고, 에이전시별로 원하는 모델 컨셉에 맞춰서 다양한 사진을 촬영해서 세계 각국의 여러 에이전시들에게 자신의 프로필 사진과 자기소개서를 보냈다. 이런 노력 끝에 미국의 한 패션쇼 서류심사에 합격하게 되어서 모델 경력을 쌓기 시작했다. 2010년 '풀 피겨 패션 위크 LA'로 모델계에 데뷔하였다. 2010년 동양인 최초로 플러스 사이즈 모델 패션쇼인 '캐리비안 패션위크' 공식 홈페이지를 장식하기도 했다. 패션브랜드 '아메리칸어페럴'에 보낸 컨셉 사진이 전 세계 온라인 투표를 통해서 991명 중 8위를 차지했고, '베네통코리아'에 올린 사진은 20위 안에 들어서 본사 1층에 전시되었다.

## 학력
- 1999년:대길초등학교 졸업
- 2002년:대방여자중학교 졸업
- 2005년:수도여자고등학교 졸업
- 2009년:우송대학교 외식조리학과 학사

## 경력
- 2012년 11월:캐리비안 플러스사이즈 패션 위크, LS 1426 패션 위크